# 瓦尔特·罗伯特·多恩伯格
瓦尔特·罗伯特·多恩伯格（德語：Walter Robert Dornberger，1895年9月6日—1980年6月27日），德国火箭专家、納粹德國陸軍少將，為现代火箭武器早期开拓者。第一次世界大战期间曾在德军服役。战后就读于柏林工业大学。后在威玛防卫军军械部主持火箭研制，1932年在库默斯多夫建立实验室研制火箭武器，1937年迁至佩内明德继续研制。在第二次世界大战中成功组织和领导了V-1火箭和V-2火箭的研制。1945年德国战败后，被监禁在英国监狱。1947年被美国通过“回形针行动”带到了美国，先是为美国空军开发导弹制导技术，1950年又到贝尔飞机公司担任设计顾问，是X-20试验机计划的主要专家，而X-20试验机可以算是后来航天飞机的先驱。之后返回西德。